# Luxiaria submonstrata
Luxiaria submonstrata är en fjärilsart som beskrevs av Walker 1861. Luxiaria submonstrata ingår i släktet Luxiaria och familjen mätare. Inga underarter finns listade i Catalogue of Life.